# Metatoxodera subparallela
Metatoxodera subparallela är en bönsyrseart som beskrevs av Roger Roy 2009. Metatoxodera subparallela ingår i släktet Metatoxodera och familjen Toxoderidae. Inga underarter finns listade i Catalogue of Life.